# Tichaona Jokonya
Tichaona Joseph Benjamin Jokonya (* 27. Dezember 1938 im Chikomba; † 24. Juni 2006 in Harare) war ein simbabwischer Diplomat und Politiker.
Der promovierte Politikwissenschaftler unterrichtete von 1971 bis 1977 an der Universität von Birmingham. Anschließend war er Lecturer für moderne britische und europäische Geschichte an der University of Zimbabwe in Harare.
Jokonya war daraufhin seit der Unabhängigkeit von Simbabwe 1980 in verantwortlichen Positionen. Zunächst war er stellvertretender Ständiger Sekretär im Ministerium für Jugend, Sport und Freizeit. Von 1983 bis 1988 war er Botschafter in Äthiopien. Nach seiner erneuten Rückkehr nach Simbabwe wurde er Ständiger Sekretär im Ministerium für politische Angelegenheiten und zwei Jahre danach zusätzlich Sekretär für Auswärtige Angelegenheiten. Später war Jokonya von 1992 bis 2002 Ständiger Vertreter bei den Vereinten Nationen in New York. Von 2003 bis April 2005 war er Generaldirektor der Tourismusbehörde.
Zuletzt war Tichaona Jokonya von April 2005 bis zu seinem Tod Minister für Information und Öffentlichkeitsarbeit in der Regierung von Präsident Robert Mugabe. Als solcher war er bemüht das unter seinem Amtsvorgänger Jonathan Moyo entstandene Spannungsverhältnis zur Presse abzubauen.